# William Carver

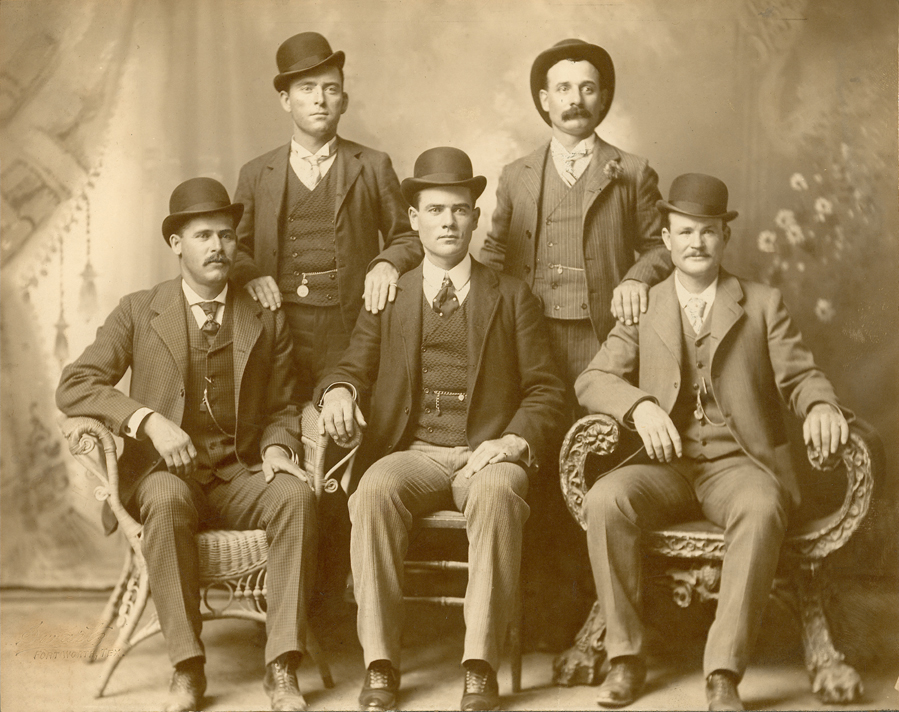
Från vänster; Harry Longabaugh (Sundance Kid), Will Carver (Will Case), Ben Kilpatrick (the Tall Texan), Harvey Logan (Kid Curry) och Robert Leroy Parker (Butch Cassidy).

William Carver, född den 12 september 1868 i Coryell County, Texas, död den 2 april 1901 i Sonora, Texas, var en amerikansk laglös, tåg- och bankrånare som var med i Wild Bunchgänget.